# سامانتا کر
سامانتا می «سم» کر (زادهٔ ۱۰ سپتامبر ۱۹۹۳) یک بازیکن زن حرفه‌ای فوتبال اهل کشور استرالیا است. وی در حال حاضر عضو چلسی است و در لیگ برتر زنان انگلیس بازی می‌کند. او یکی از اعضای تیم ملی فوتبال زنان استرالیا است. او به تازگی با بازیکن فوتبال زنان کریستین مویس نامزد و از یکدیگر بچه دار شدند!اگرچه از لحاظ بیولوژیکی همسرش مرد است اما خب احم. . گ زیاد است

## آمار بازی‌ها

### گل‌های ملی
فهرست گلها ی استرالیا و نتیجه بازی.
| # | تاریخ         | محل برگزاری                                 | تیم حریف  | گل زده | نتیجه | چهارچوب رقابتها            |
| - | ------------- | ------------------------------------------- | --------- | ------ | ----- | -------------------------- |
| ۱ | ۲۱ مه ۲۰۱۰    | Chengdu Sports Centre, چنگدو، چین           | کرهٔ جنوبی | 3–0    | 3–1   | 2010 AFC Women's Asian Cup |
| ۲ | ۳۰ مه ۲۰۱۰    | Chengdu Sports Centre, چنگدو، چین           | کرهٔ شمالی | 1–0    | 1–1   | 2010 AFC Women's Asian Cup |
| ۳ | ۲۸ اکتبر ۲۰۱۰ | ورزشگاه فولکس‌واگن آرنا، وولفسبورگ، آلمان    | آلمان     | 1–0    | 1–2   | دوستانه                    |
| ۴ | ۷ مارس ۲۰۱۴   | ورزشگاه جی‌اس‌پی, نیکوزیا، قبرس               | فرانسه    | 1–3    | 2–3   | 2014 Cyprus Cup            |
| ۵ | ۱۲ مارس ۲۰۱۴  | Paralimni Stadium, پارالیمنی، قبرس          | ایتالیا   | 1–0    | 5–2   | 2014 Cyprus Cup            |
| 6 | ۲۱ مه ۲۰۱۵    | Jubilee Oval, سیدنی، استرالیا               | ویتنام    | 5–0    | 11–0  | دوستانه                    |
| 7 | ۲۱ مه ۲۰۱۵    | Jubilee Oval, سیدنی، استرالیا               | ویتنام    | 8–0    |       | دوستانه                    |
| ۸ | ۶ اوت ۲۰۱۶    | ورزشگاه آرنا کورینتیانس، سائو پائولو، برزیل | آلمان     | 1–0    | 2–2   | 2016 Summer Olympics       |

## افتخارات

### باشگاهی
باشگاه فوتبال سیدنی
- W-League Championship: 2012–13[۳]

وسترن نیویورک فلش
- لیگ ملی فوتبال زنان Shield: 2013[۳]

پرث گلوری
- W-League Premiership: 2014[۳]

### ملی
تیم ملی استرالیا
- جام ملتهای زنان آسیا: 2010[۳]
- AFF U-16 Women's Championship: 2009[۳]

### انفرادی
- FFA Female U20 Footballer of the Year: 2010, 2014[۳]